# Highmark Stadium (New York)
Le Bills Stadium (auparavant New Era Field, Ralph Wilson Stadium ou  Rich Stadium  et surnommé The Ralph) est un stade de football américain situé à Orchard Park, en banlieue de Buffalo dans l'État de New-York. 
Depuis 1973, c'est le terrain de jeu des Bills de Buffalo qui évoluent en National Football League dans la division Est de la American Football Conference. Le Ralph Wilson Stadium a une capacité de 71 608 places dont 164 suites de luxe et 6 878 sièges de club. Il est entouré de parkings pouvant contenir plus de 12 000 places.

## Histoire
Le Ralph Wilson Stadium a coûté 22 millions de dollars et a été dessiné par les architectes de HNTB. Il appartient au Comté de l'Érié.
Terrain de jeu des Bills de Buffalo depuis presque trente ans, le Ralph Wilson Stadium a subi beaucoup de changements au cours des années. En 1959, la ville de Buffalo a été attribué d'une franchise NFL, créée et possédée par Ralph Wilson. L'équipe a commencé à jouer en 1960 au War Memorial Stadium. Le War Memorial Stadium était un petit stade se composant d'approximativement 30 000 sièges. En 1965, la capacité du stade a été augmentée jusqu'à 46 000 places. Cependant, vers la fin des années 1960, le propriétaire des Bills, Ralph Wilson a voulu un nouveau stade pour son équipe. Après que des propositions ont été approuvés pour construire un nouveau stade, un terrain de 52,6 hectares de surface a été acheté pour bâtir le stade. La construction a commencé le 4 avril 1972. Une fois que le stade était accompli en 1973, Rich Products Corporation acheta les droits d'appellation 1,5 million de dollar sur 25 ans, de ce fait il porta le nom de Rich Stadium. Les Bills sont devenues l'une des premières équipes à vendre les droits d'appellation de leur stade. En 1998, le stade a été retitré Ralph Wilson Stadium. 
Les Bills de Buffalo ont joué leur premier match au stade le 17 août 1973. Le stade se compose de trois rangées de sièges bleus et rouges. En 1984, la capacité du stade a grimpé jusqu'à 80 024 places avec l'addition de 16 suites, et en 1992, quand 24 suites ont été ajoutées. Depuis 1999, la capacité est réduite à 73 967 places, après des rénovations de 63 millions de dollars ayant pour but de donner des places de qualité supérieure. Les rénovations ont inclus l'addition de 76 suites et de sièges de club. Le Ralph Wilson Stadium continue à être l'un des meilleurs stades de la NFL.
Le record d'affluence dans le stade eut lieu le 4 octobre 1992 lors de la rencontre des Bills contre les Dolphins de Miami.
Pendant l'été 2007, un nouveau tableau d'affichage Mitsubishi LED Haute Définition est installé (dimensions : 27,06 sur 9,90 m). Le coût total du projet est de 5,2 millions de dollars. Le nouvel écran géant remplace l'ancien Sony JumboTron (dimensions : 12,65 sur 9,60 m), installé 13 ans auparavant.

## Événements
- Concerts des The Jacksons durant leur Victory Tour les 25 et 26 août 1984 devant 94.000 spectateurs
- Classique hivernale de la LNH 2008, 1er janvier 2008

## Galerie

Ancien logo et nom du stade des Bills
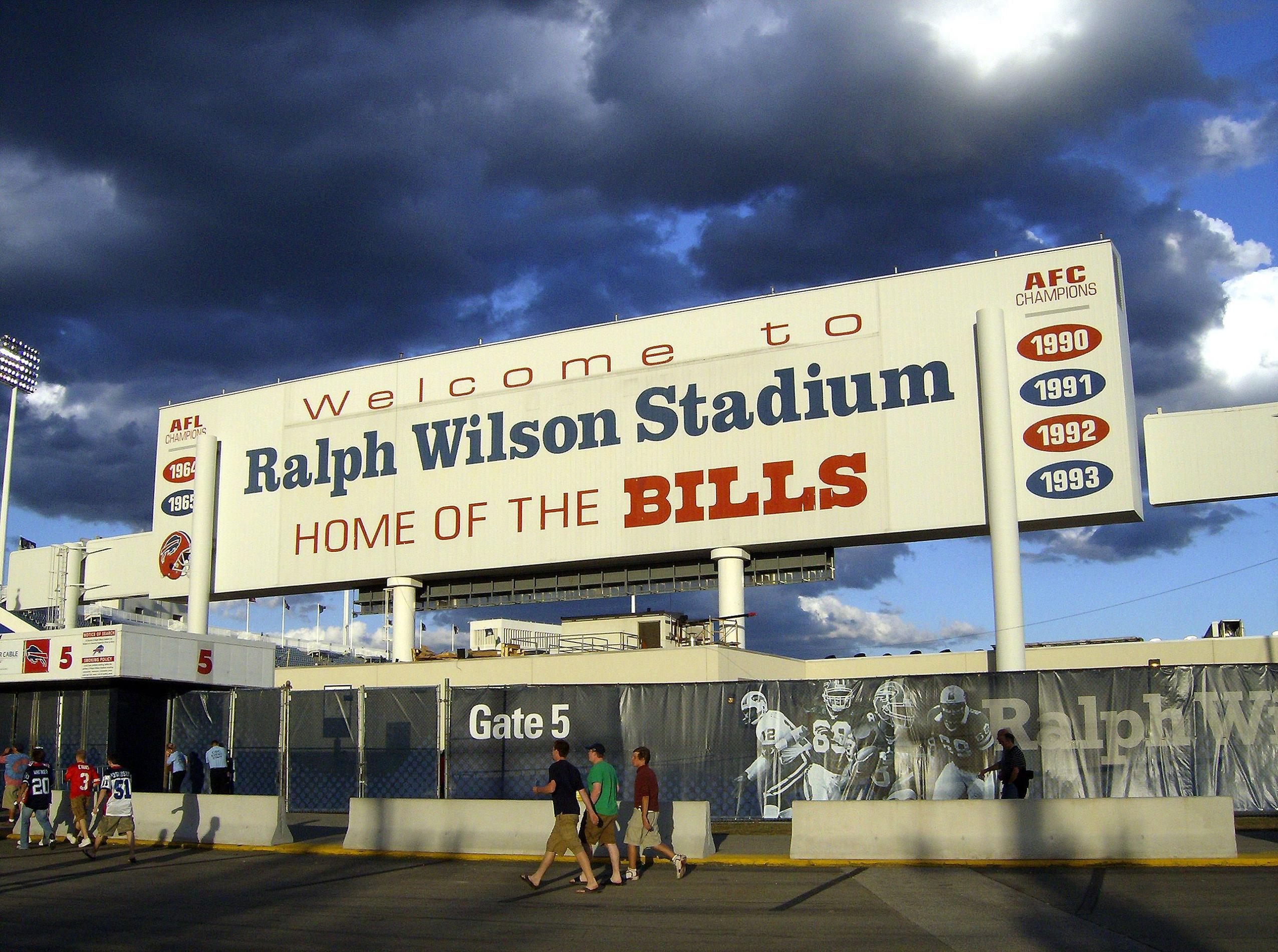
Panneau d'accueil
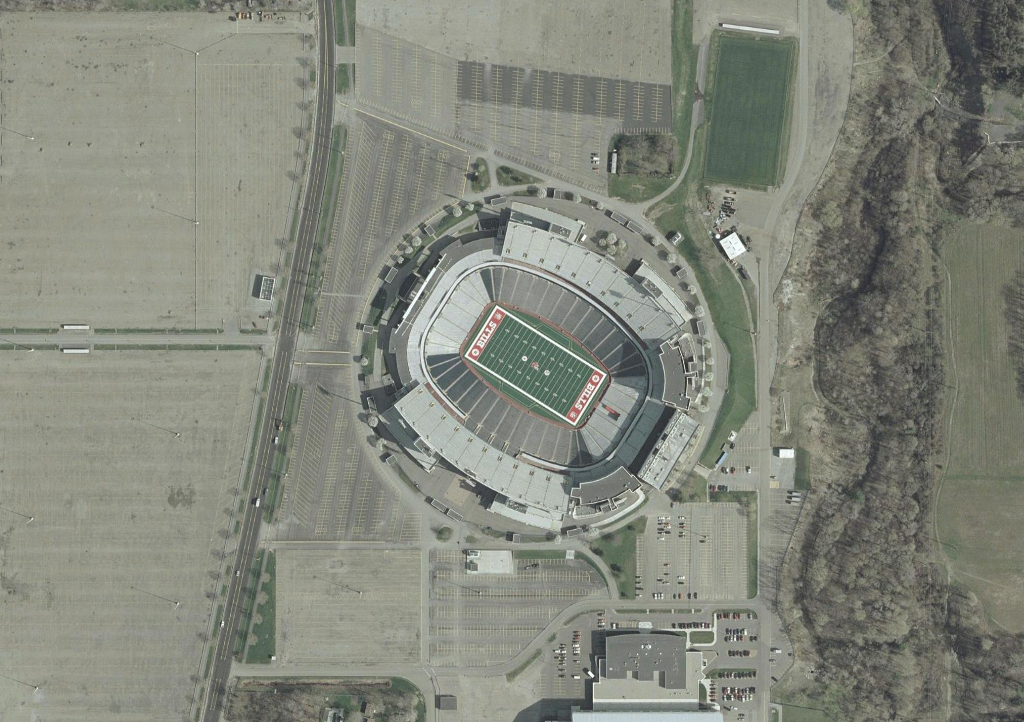
Image satellite
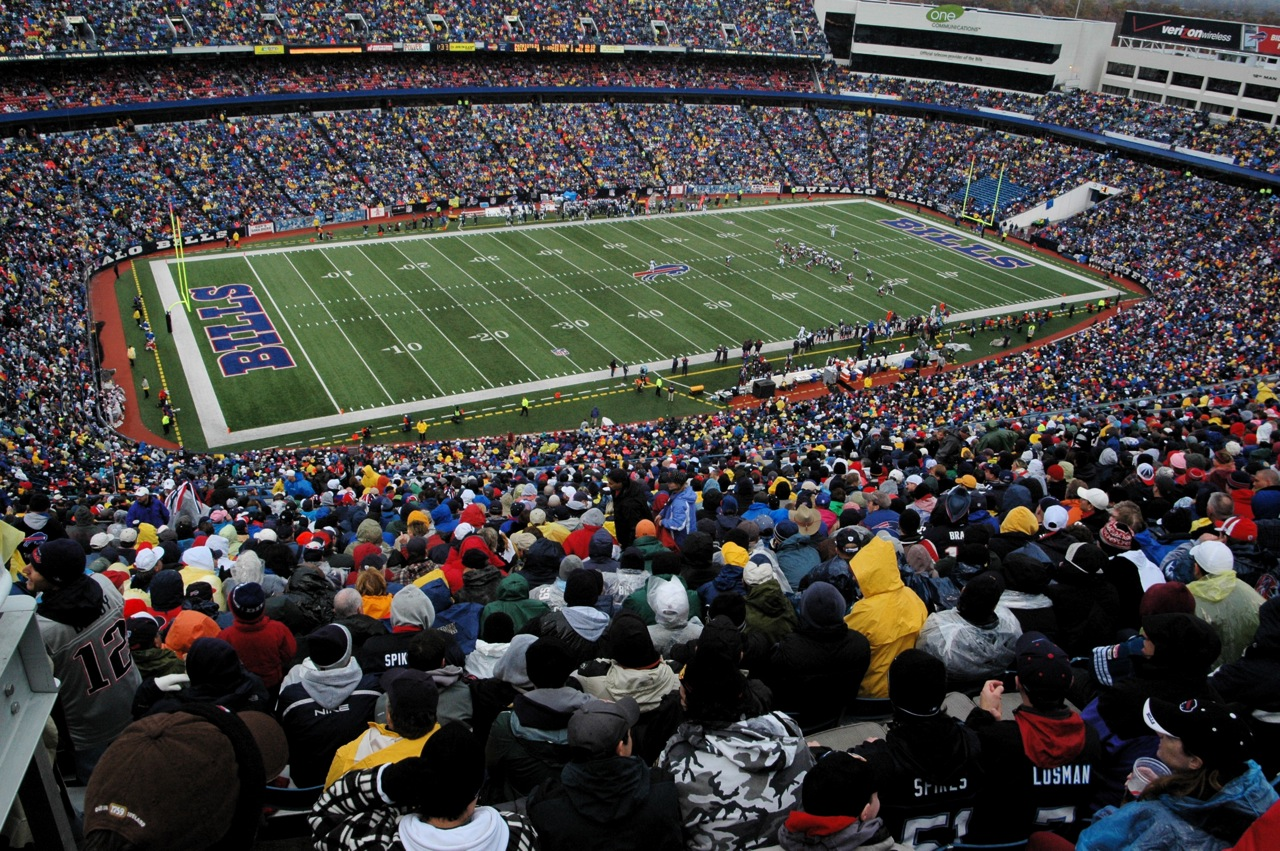
Antre des Bills
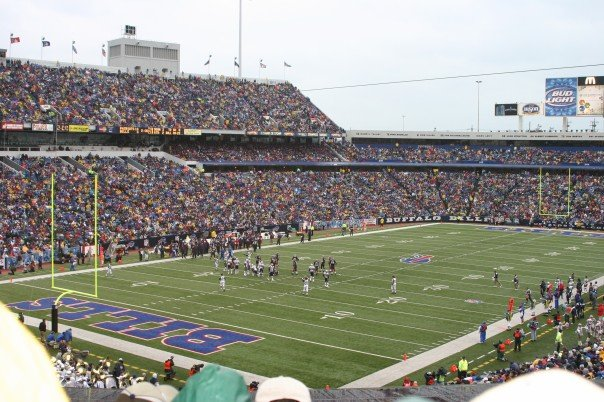
Vue intérieure
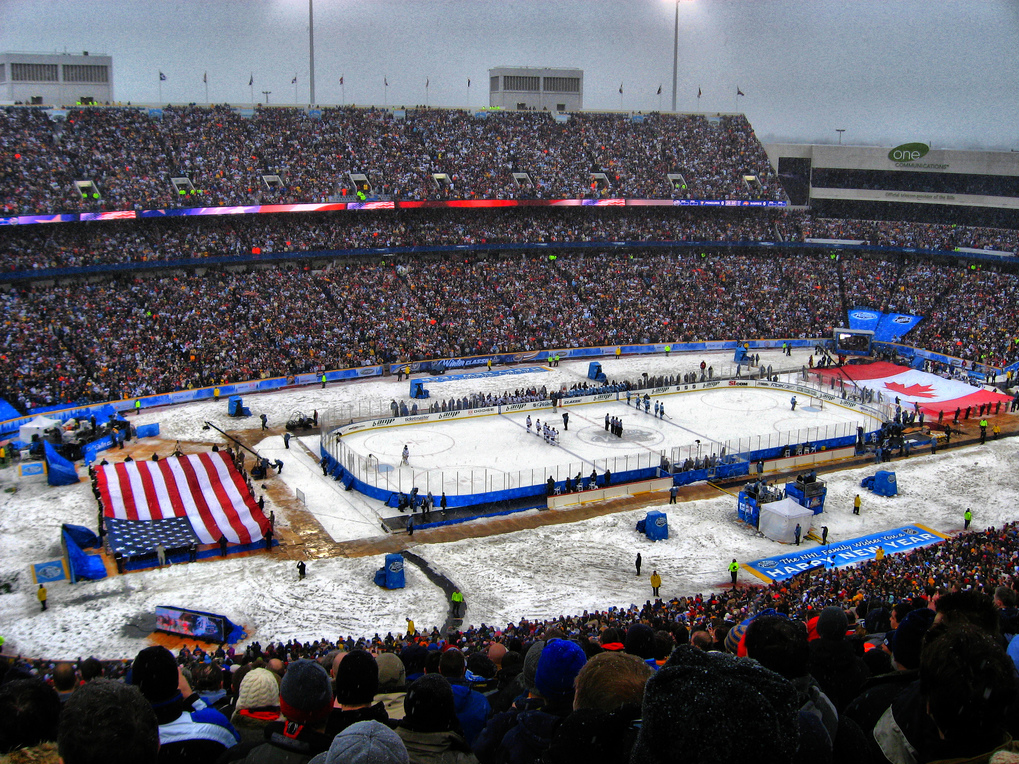
Classique hivernale de la LNH 2008